# Robinson Bignè
Robinson Bignè (Robinson Sucroe) è una serie animata francese.
Questa serie animata è una versione ironica del classico libro Robinson Crusoe di Daniel Defoe creata nel 1994 da Claude Robinson.
Di produzione francese, hanno collaborato alla realizzazione Izard C., France Animation, CINAR, Ravensburger Films, France 2, BBC e Canal+.
Andata in onda per la prima volta in Francia nel 1994, arriva in Italia quattro anni più tardi (1998) all'interno del programma per ragazzi Bim bum bam.
La serie è stata replicata pochissime volte dalle reti Mediaset e infatti è passata quasi del tutto inosservata in Italia. Risulta praticamente introvabile sul mercato e in Rete se non nella versione originale in francese.
La sigla, inclusa in Fivelandia 16, è cantata da Cristina D'Avena.

## Trama
New York, 1787.
L'editore del "New York Herald" asseconda il suo giornalista Robinson Bignè che sostiene sarebbe stupendo vivere su di un'isola deserta. Indi per cui lo incarica di trasferirsi su "L'isola del granchio eremita". Bignè dovrà scrivere le sue avventure sull'isola e consegnarle ad una barca che il New York Herald invierà ogni settimana all'isola. Ma Robinson ben presto scoprirà che l'isola non è poi così deserta e pericolosa come sembra! Infatti vi abitano già un popolo dall'indole pacifica, i "Tuttigiorni" e due equipaggi dei pirati. Robinson fa amicizia con la tribù, ed uno di loro, Mercoledì, accetta di scrivere storie di fantasia, al fine di scoraggiare l'isola ai turisti. Ma un reporter geloso, Uglyston, conosce la verità e cerca di dimostrarla smascherando Robinson.

## Episodi
26 episodi da 24 minuti circa
1. L'Île du tourteau
2. L'Île flottante
3. Courtecuisse 1^
4. Mission impossible
5. Le Concours de sieste
6. La Belle Captive
7. Diva des îles
8. Le Manuscrit volé
9. Embrouille et ratatouille
10. Coup de foudre
11. Le Perroquet de Uglyston
12. Bienvenue M. Floydd
13. L'Épave du Toulesjours
14. Robinson beach
15. Adieu Robinson
16. La Guerre des Robinson
17. Un monstre dans l'île
18. L'Île en folie
19. L'Apprenti journaliste
20. La Vie de pirate
21. Drôles de bêtes
22. L'Élixir d'amour
23. Maman a raison
24. Il siero della verità (Toute la vérité)
25. Voyage organisé
26. Coup double

## Doppiaggio
| Personaggio    | Doppiatore          |
| -------------- | ------------------- |
| Robinson       | Pietro Ubaldi       |
| Mercoledì      | Marco Balbi         |
| Grumblestone   | Riccardo Peroni     |
| Floydd         | Mario Scarabelli    |
| Boomerang      | Marcello Cortese    |
| Beaujolais     | Giovanni Battezzato |
| Percy          | Antonio Paiola      |
| Venerdì        | Debora Magnaghi     |
| Lunedì mattina | Caterina Rochira    |